# Condado de Fulton (Geórgia)
O Condado de Fulton (em inglês:  Fulton County) é um dos 159 condados do estado americano da Geórgia. A sede e maior cidade do condado é Atlanta. Foi fundado em 20 de dezembro de 1853.
O condado possui uma área de 1 384 km², dos quais 1 364 km² estão cobertos por terra e 20 km² por água, uma população de 920 581 habitantes, e uma densidade populacional de 674,9 hab/km² (segundo o censo nacional de 2010). É o condado mais populoso da Geórgia e o 48º mais populoso dos Estados Unidos.